# 君士坦丁堡之围 (1204年)
1204年君士坦丁堡之围（也称为第四次十字军）发生在1204年，西欧和威尼斯十字军在占领拜占庭帝国首都君士坦丁堡之后，摧毁了部分城市，随后成立拉丁帝国，鲍德温一世在君士坦丁堡的圣索非亚大教堂加冕。

## 起因
十字軍為抵達聖地，雇用威尼斯共和國的船隊來運輸部隊，但因為內部分歧，使得參與人數遠不如預期，許多貴族騎士紛紛求去，十字軍因而付不出與威尼斯原訂的費用，積欠約三萬四千馬克，在威尼斯總督恩里科·丹多洛的要求下，十字軍將矛頭指向東羅馬，此時適逢流亡在外的拜占庭皇儲阿歷克塞四世向十字軍求援，要求將皇位從其伯父阿歷克塞三世手中奪回，交換條件是願意支付十字軍前往聖地的一切費用與給養，並將東正教會置於羅馬教皇的權威之下，十字軍因而取得出兵的藉口與正當性，成功於1203年將阿歷克塞三世驅逐，被扶植上位的阿歷克塞四世為兌現承諾，上台後即開始大肆搜刮，向羅馬教會卑躬屈膝姿態深受虔誠東正教徒的希臘人痛恨，阿歷克塞四世身旁的權臣阿歷克塞·杜卡斯趁機發動政變將阿歷克塞四世軟禁，並自立為帝，是為阿歷克塞五世，后又杀死阿歷克塞四世。阿歷克塞五世不打算履行阿歷克塞四世與十字軍的任何約定，在與十字軍談判破裂後，十字軍開始圍攻君士坦丁堡。

## 围城
1204年4月8日，十字軍開始對君士坦丁堡南面靠近馬摩拉海的城牆展開攻勢，但在阿歷克塞五世的領導下，拜占庭守軍成功擊退十字軍首次的攻勢，強勁海風將十字軍的船隻吹離岸邊，船隻甚難靠岸，高聳的城牆亦難以靠近，攻城器械一再被守軍以石塊毀壞，十字軍於4月12日展開新的攻勢，這次他們改變策略，在威尼斯人的建議下，他們將高側船舷的帆船成對的連接起來，並放出飛橋，高度便足以構到城牆的塔樓，一位武僧冒死登上牆頭，令拜占庭守軍措手不及，十字軍成功佔領塔樓，城牆的拜占庭守軍開始退卻，士氣開始崩解，阿歷克塞五世甫登基不久，尚未得到軍隊支持與信賴，無力阻止軍隊後退，據拜占庭貴族編年史家尼西塔斯·科尼阿特斯(Nicetas Choniates)的記載：「這成千上萬的懦夫，擁有居高臨下的地利，卻被僅僅一個敵人趕出他們理應守衛的工事！」十字軍入城後開始大肆縱火，使君士坦丁堡陷入混亂，因政權更迭過於頻繁，使居民選擇各自逃命而不是選擇與新皇帝共同對抗入侵者，無法組織有效的反擊，任由十字軍輕鬆進入市中心。

## 沦陷
1204年4月12日，天气状况最终有利于十字军。一股强劲的北风帮助威尼斯船只接近城墙。经过短暂的战斗，大约70名十字军设法进入该城。一些十字军在墙壁上敲开洞，使骑士爬进城墙；威尼斯人也成功从海上进入城墙，但与瓦兰吉亚人发生极血腥的战斗。十字军占领该城西北部的貝拉克奈（Blachernae）区，并以此为基地，攻击城市的其余部分，但在试图用火墙保护自己时，他们烧毁城市更多的部分。这第二次大火造成15000人无家可归。

## 洗劫
十字军在君士坦丁堡进行野蛮的洗劫，达三天之久，在此期间有许多古代和中世纪的罗马和希腊作品，不是被盗就是被毁。著名的青铜马从君士坦丁堡赛马场被送往威尼斯，装点圣马尔谷圣殿的立面，直到今天还在那里。
君士坦丁堡图书馆被十字军摧毁。十字军虽然曾经宣誓，并且有绝罚的威胁，但还是系统亵渎这座城市的朝圣地，毁坏或偷窃所有他们能弄到手的东西，什么也没能幸免。 
据说，从君士坦丁堡掠夺走的总金额约为90万银马克。威尼斯人收到的款项是15万银马克，十字军收到5万银马克。另有10万银马克为十字军和威尼斯人平分。其余的50万银马克被许多十字军骑士秘密带走。同时，君士坦丁堡的拉丁居民，对1182年的拉丁大屠杀采取报复行动。

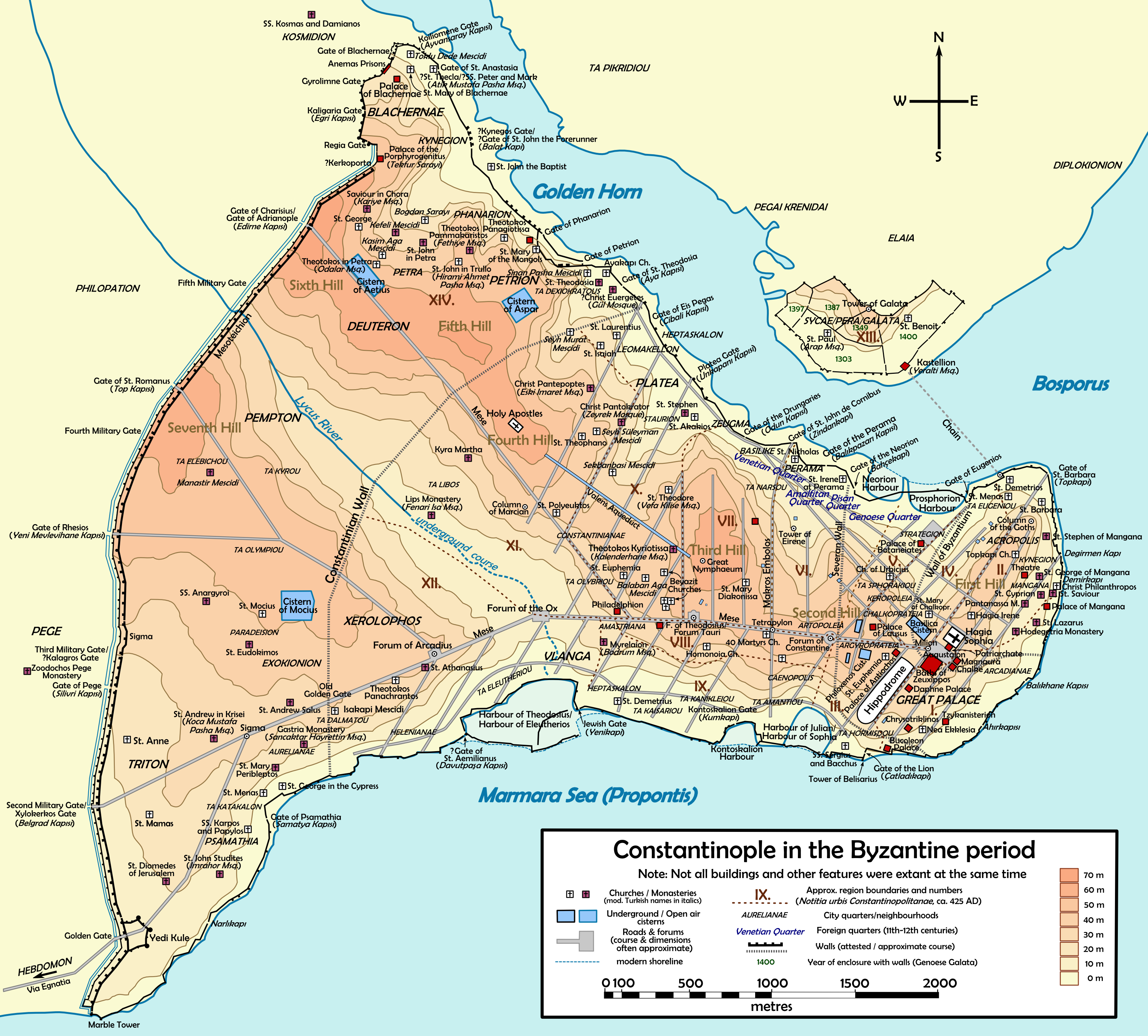
拜占庭帝国时期的君士坦丁堡地图

## 后果
根据事先商定的条约，威尼斯和十字军领袖们瓜分拜占庭帝国，成立拉丁帝国。虽然君士坦丁堡的市民们似乎认为蒙特非拉特侯爵博尼法斯一世有希望当选为新皇帝，但结果并不是这样，因为威尼斯人认为他与前帝国有太多的牵连，他的弟弟蒙特非拉特的雷尼埃在1180年成为曼努埃尔一世女婿。威尼斯人把弗兰德斯伯爵鲍德温迎上宝座。他在圣索非亚大教堂加冕，成为鲍德温一世。博尼法斯建立萨洛尼卡拉丁王国，作为新成立拉丁帝国的一个附庸国。威尼斯人还在爱琴海岛屿成立阿希佩拉戈公国。与此同时，拜占庭难民自己建立几个继承国，其中最著名的是尼西亚帝国（皇帝狄奧多爾一世是阿历克塞三世的女婿）、特拉比松帝国和伊庇鲁斯专制国。

## 遗产
在第四次十字军东征800年之后，教宗若望保禄二世曾經两次为第四次十字军事件表示伤痛。2001年，他写信给希腊正教会的雅典宗主教克里斯托杜洛（Christodoulos），说：“可悲的是，行凶者，原本是出发去争取基督徒自由出入圣地的权利，却转而进攻同样信仰的弟兄。”表示深切的忏悔。2004年，当君士坦丁堡普世牧首巴爾多祿茂一世访问梵蒂冈时，若望保禄二世问：“我们如何才能不再分担八个世纪的距离，痛苦和厌恶？” 这被视为为第四次十字军的勇士们所犯下的屠杀向希腊东正教会的道歉。
2004年4月，君士坦丁堡沦陷800周年时，在罗马天主教法国里昂总主教巴爾巴霖樞機参加的一个礼拜仪式上，君士坦丁堡普世牧首巴爾多祿茂一世发表讲话，正式接受道歉。他说，“和解的精神，比仇恨更强大”“我们带着感谢和尊重，接受你们对于第四次十字军悲惨事件的亲切姿态。这是一个事实，800年前在这座城市犯下一件罪行。”巴爾多祿茂说，他的接受来自于复活节的精神。“复活的和解精神……激励我们朝向我们教会的和解”。